# Piazza San Giovanni (Florencia)

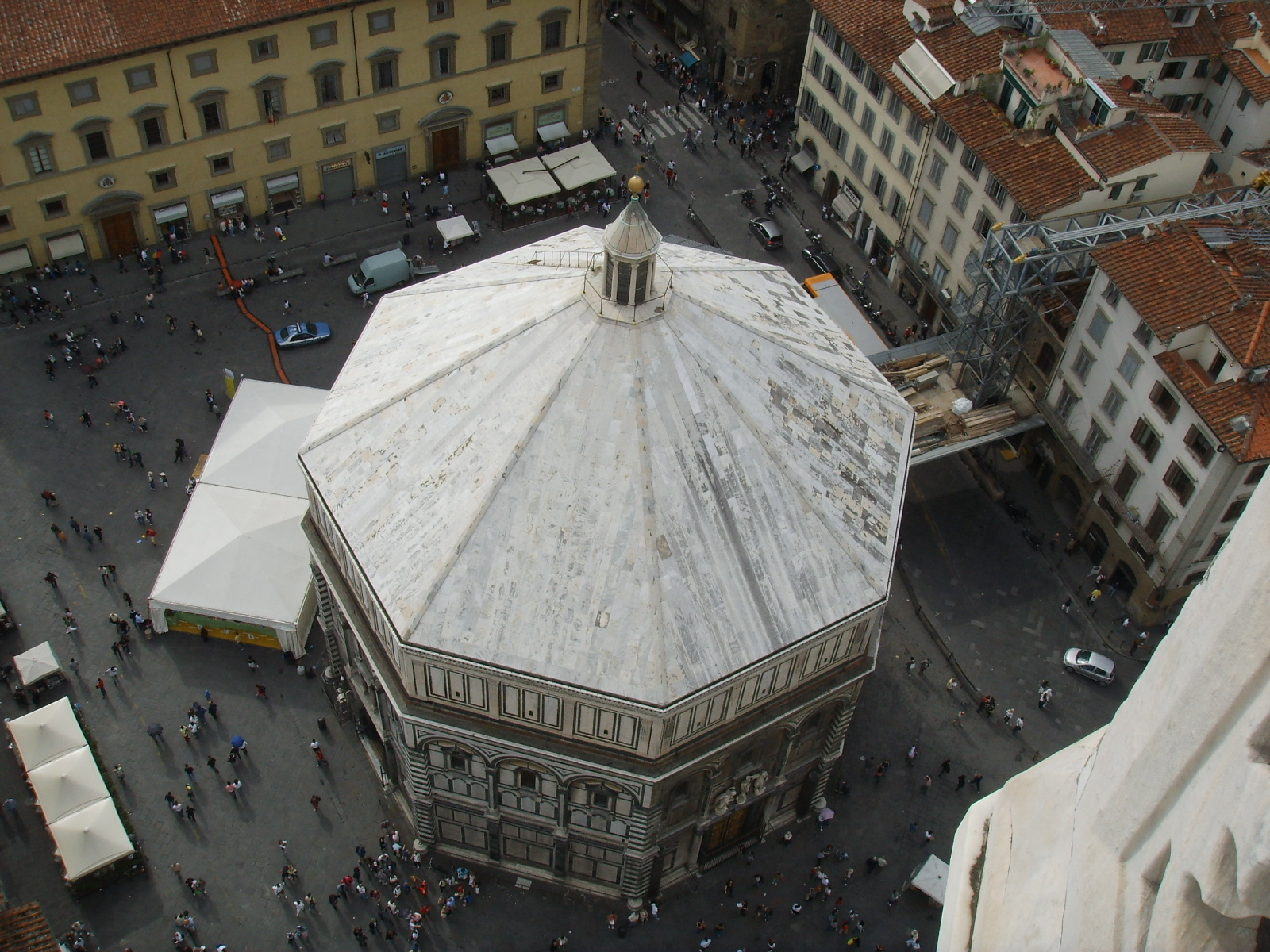
Vista de la Piazza San Giovanni desde el Campanario de Giotto.

La Piazza San Giovanni es una plaza de Florencia, Italia, que recibe su nombre del Baptisterio de San Juan y es la continuación hacia el oeste de la Piazza del Duomo. La plaza actual se construyó en el siglo XIX, cuando se demolió una parte del Palacio Arzobispal para crear un espacio apropiado para la vista del Baptisterio y unir en línea recta la Via de' Martelli con la Via Roma.

## Edificios en la plaza

### Baptisterio

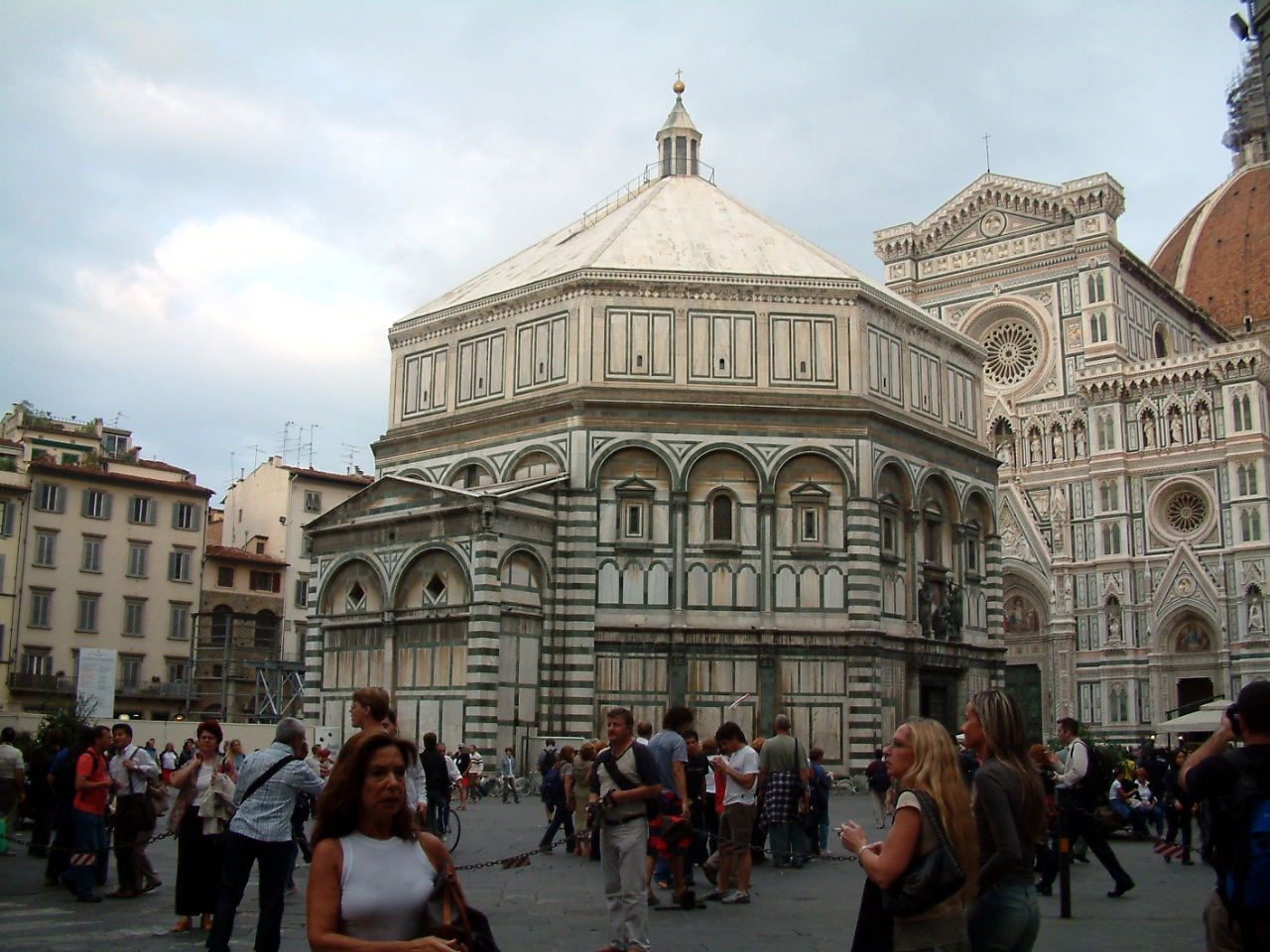
Vista del Baptisterio desde la Piazza San Giovanni.

El Baptisterio de San Juan (Battistero di San Giovanni) es un edificio de origen paleocristiano, construido probablemente sobre cimientos del siglo V, que ha llegado inmutado hasta nuestros días, aunque embellecido con numerosos adornos exteriores e interiores. Los mármoles de color blanco y verde del exterior datan del siglo XI, en pleno estilo románico. En el interior, a su vez, están presentes mosaicos y frescos de gran valor del siglo XIII florentino: parece que participaron en su realización Cimabue y Coppo di Marcovaldo, mientras que para los mosaicos quizá trabajaron maestros vénetos. Las tres célebres puertas datan del siglo XIV-XV.
La más antigua es obra de Andrea Pisano y fue realizada entre 1330 y 1336. Originalmente destinada al lado este, el más importante, delante del Duomo, fue trasladada posteriormente al sur. La segunda, en el lado norte, es fruto del concurso que ganó Lorenzo Ghiberti a Filippo Brunelleschi. La tercera es la célebre Porta del Paradiso, obra maestra de Lorenzo Ghiberti, y mira hacia la fachada del Duomo con su estupenda riqueza, expresividad y el sentido de profundidad de los bajorrelieves.

### Palacio Arzobispal

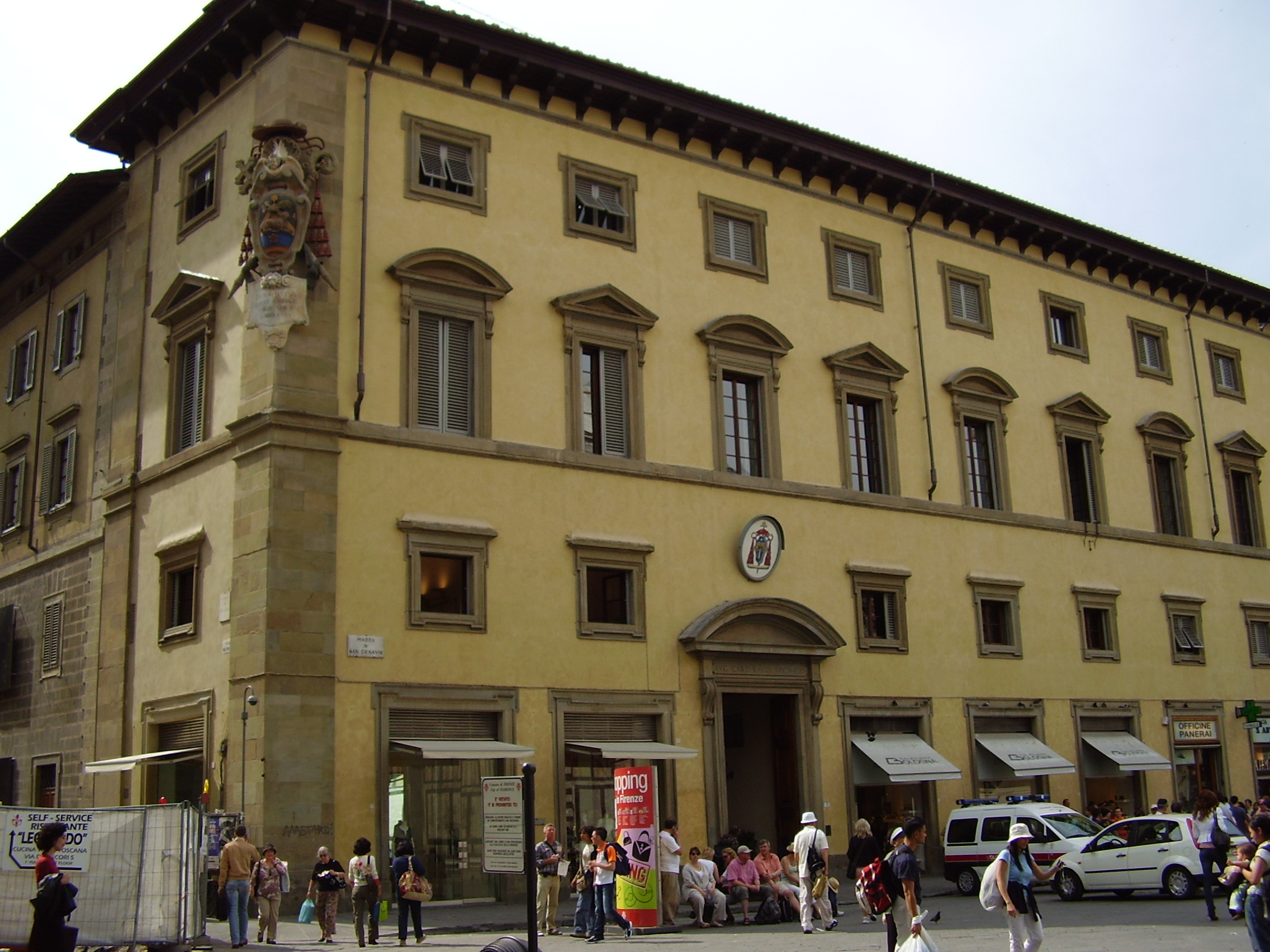
El Palacio Arzobispal.

El Palacio Arzobispal (Palazzo Arcivescovile en italiano) se encuentra delante del ábside del Baptisterio. La antigua sede arzobispal fue destruida por un incendio en 1533 y reconstruida por el arquitecto Giovanni Antonio Dosio entre 1573 y 1584. El entonces arzobispo Alessandro di Ottaviano de' Medici (posterior papa León XI) hizo esculpir las armas de la familia en la esquina norte del palacio. El complejo arzobispal fue remodelado completamente entre 1893 y 1895, cuando se demolió el antiguo palacio arzobispal situado junto a Baptisterio y se reconstruyó retrasando la fachada del siglo XVI. Así desapareció la Via dell'Arcivescovado y apareció la Piazza San Giovanni. En 1895 también se colocó en la esquina meridional del palacio el escudo del arzobispo Agostino Bausa, quien había seguido las obras.

### Torre dei Marignolli

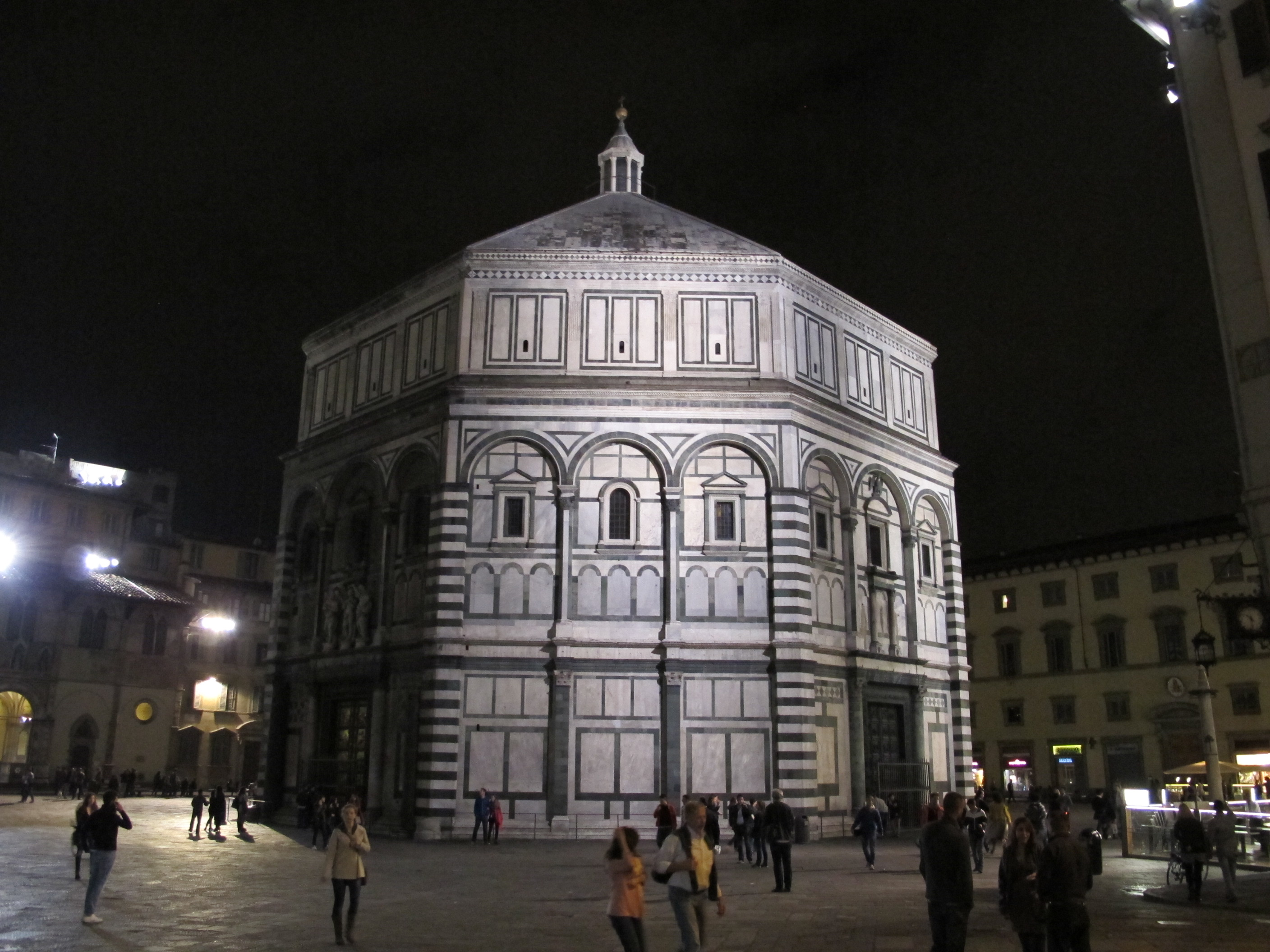
La plaza por la noche.

La Torre dei Marignolli pertenecía a esta antigua familia, que se instaló aquí, donde estaba la antigua Porta Aquilonare o del Vescovo, en la cinta de murallas altomedievales. El exterior de la torre, que debió tener un aspecto imponente y ser mucho más alta de lo que es en la actualidad, tiene dos grandiosas puertas en la planta baja, una a cada lado, coronadas con arquitrabes monolíticos y anchos arcos ojivales. A los lados de los arquitrabes se pueden ver mechinales, mientras que en las plantas superiores se aprecian algunas ventanas tapadas. En la esquina hay un tabernáculo del siglo XVI con una Madonna con bambino («Virgen con el niño»).

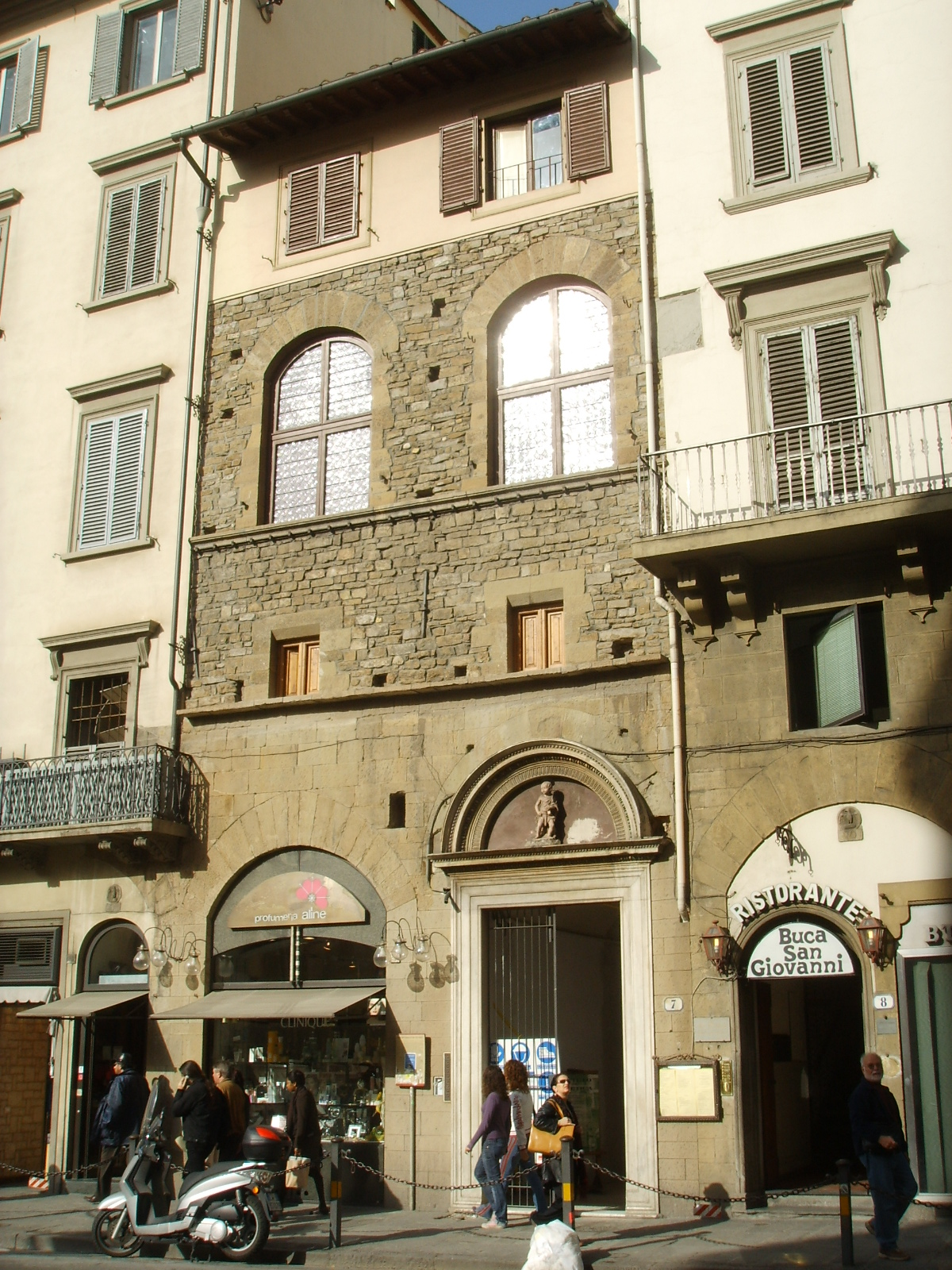
L'Opera di San Giovanni.

### Opera di San Giovanni
El palacete de la Opera di San Giovanni tiene una fachada de piedra áspera y un patio que, aunque está remodelado, ha conservado las características del siglo XV. Aquí se situaba la antigua rectoría de San Giovanni, construida frente a la columna de San Zanobi, un antiguo monumento de bronce que representa un árbol, erigido en 1384 en el lugar en el que, según la tradición, un olmo seco reverdeció milagrosamente al paso de las reliquias del santo transportadas en 429 desde San Lorenzo hasta Santa Reparata.

### Il Bigallo
La Loggia del Bigallo y el palacete contiguo se construyeron entre 1352 y 1358 en estilo gótico (a pesar de que los arcos ojivales sean precursores del Renacimiento). Albergó durante siglos congregaciones caritativas, primero la de la Misericordia, luego la Confraternita del Bigallo, dos instituciones unidas durante un tiempo y distintas desde 1489. En la fachada hay esculturas y frescos de finales del siglo XIV. Actualmente alberga un pequeño museo con algunas obras de arte que pertenecieron a la Confraternita.

## Galería de imágenes

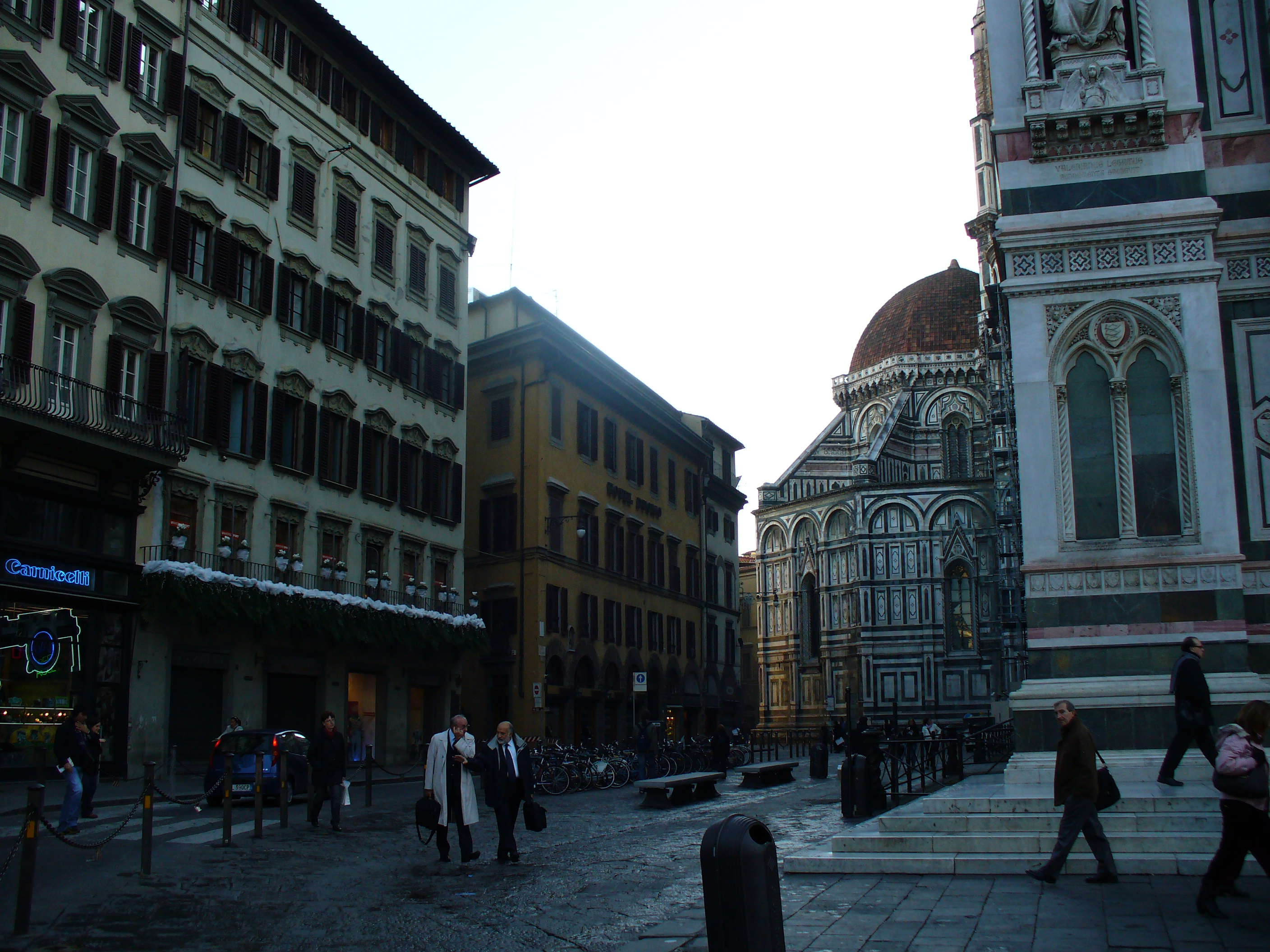
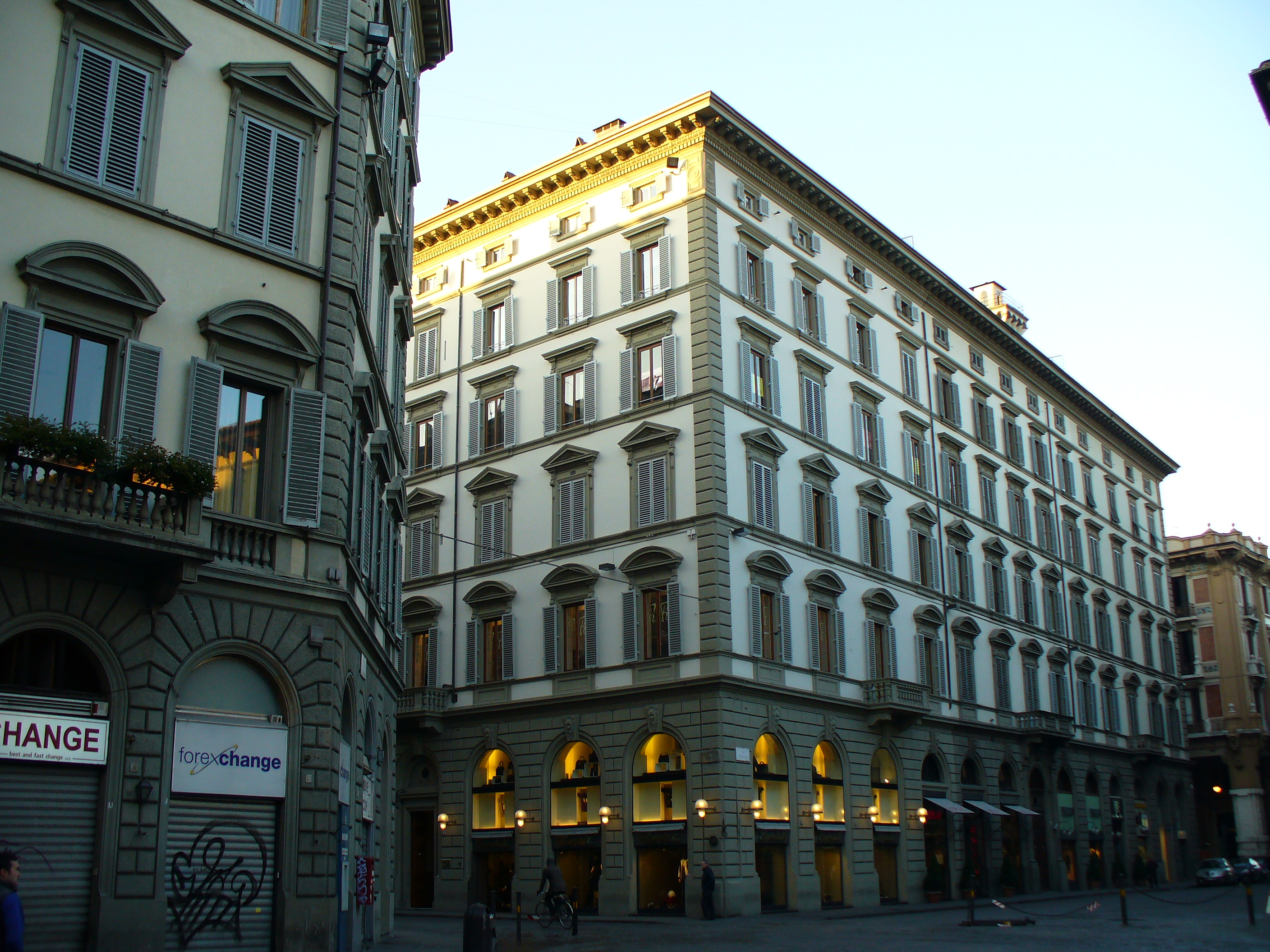
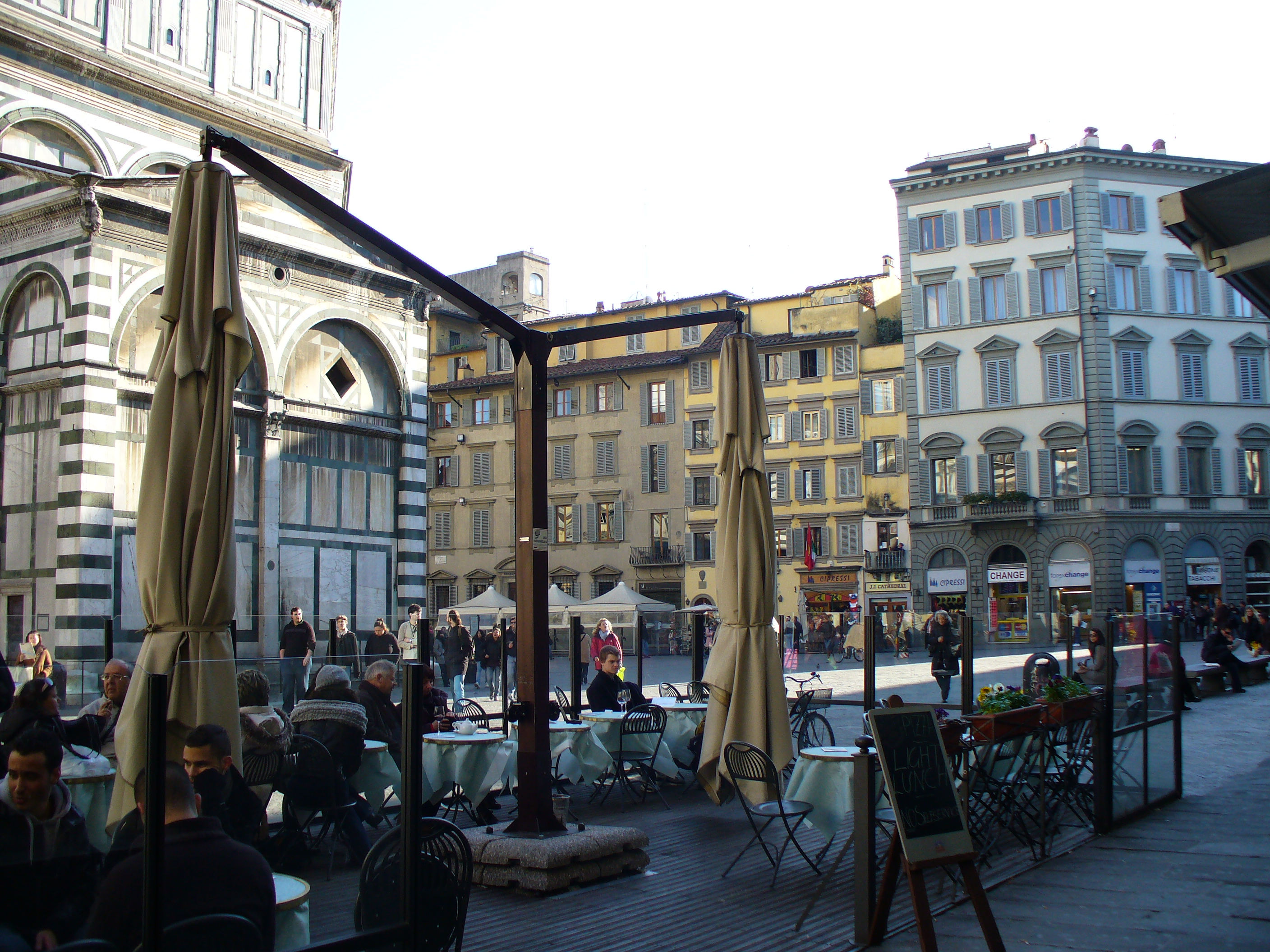
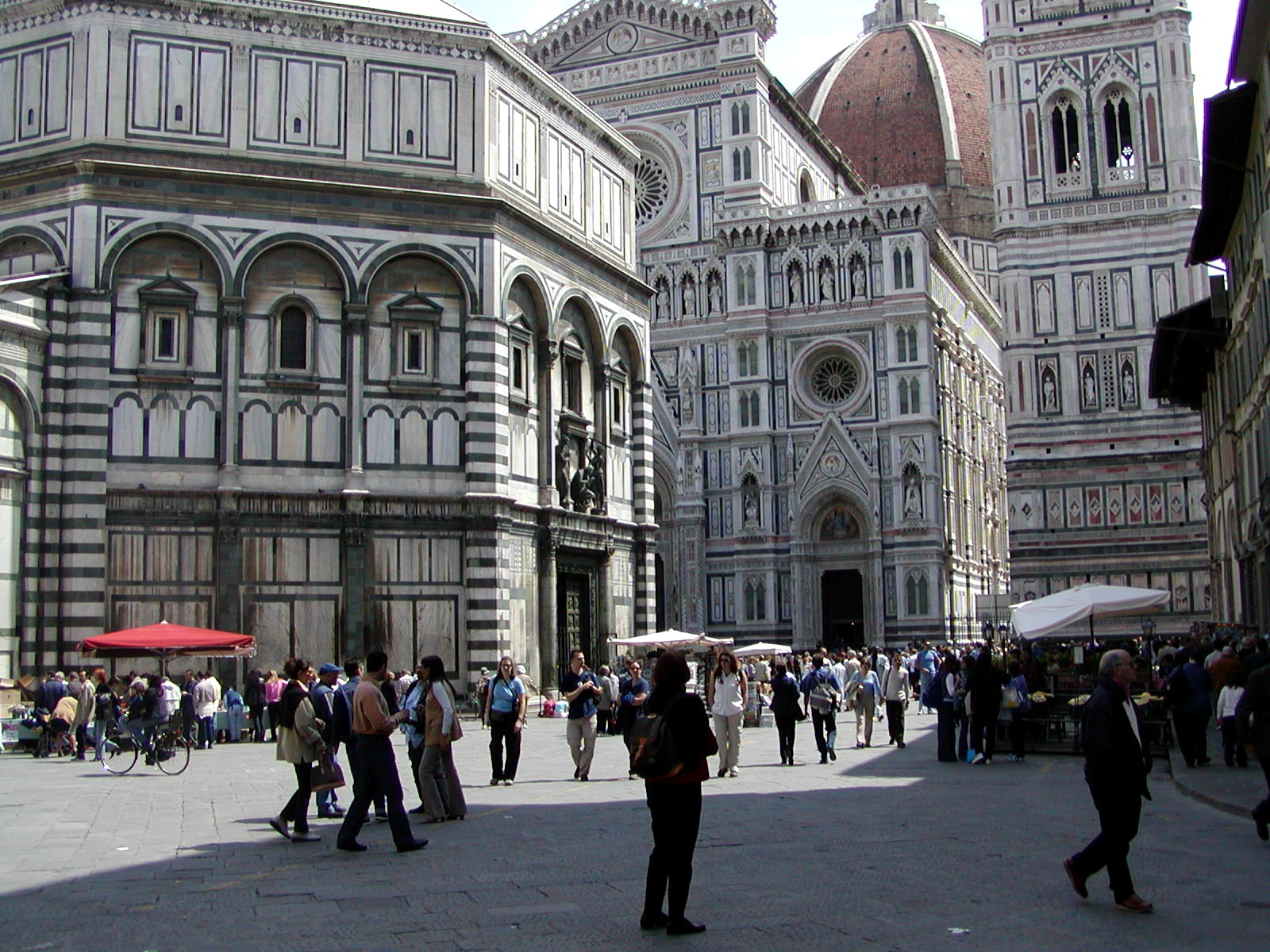
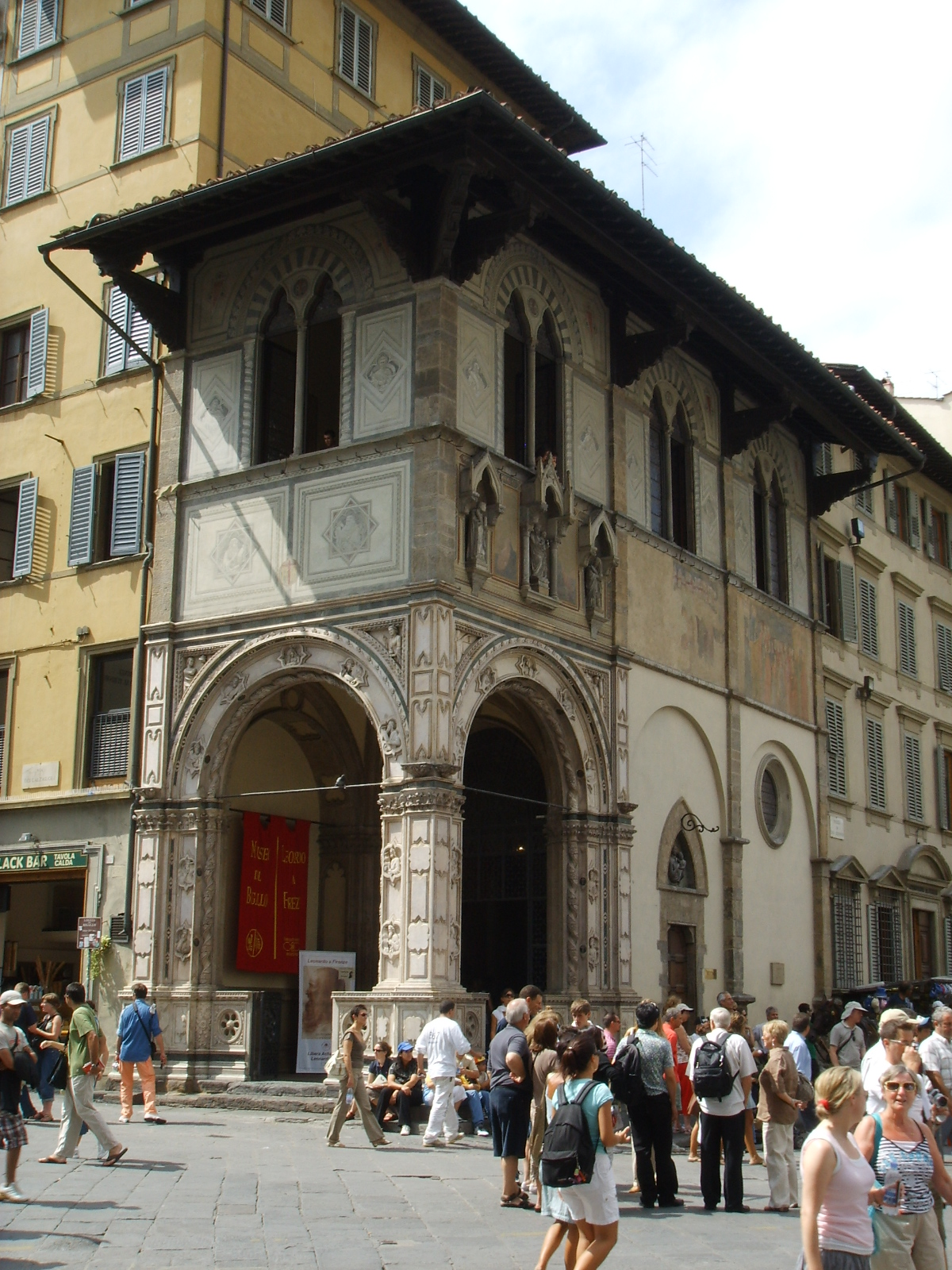
La Loggia del Bigallo.